# Adolf Weiler
Adolf Weiler   (Winterthur, 27 de desembre de 1851 - 1 de maig de 1916) va ser un matemàtic suís.

## Vida i Obra
Després d'estudiar a l'escola de professors de matemàtiques del Politècnic de Zúric, va anar a les universitats de Göttingen i Erlangen on va estudiar amb Alfred Clebsch i Felix Klein i obtenint el doctorat el 1874 amb un treball sobre les línies quadràtiques complexes. Uns anys abans, el 1872, havia construït un model de la superfície diagonal de Clebsch.
En retornar a Suïssa, va ser professor de matemàtiques al Ryffel Institute i va obtenir l'habilitació docent tant al Politècnic com a la universitat de Zúric. Les seves recerques van versar sobre geometria algebraica.